# Louise Carton
Louise Carton (Oostende, 16 april 1994) is een Belgische voormalige atlete, die zich toelegde op de (middel)lange afstand en het veldlopen. Zij veroverde drie Belgische en één Europese titel. Ze nam eenmaal deel aan de Olympische Spelen.

## Biografie
Carton werd in 2013 Belgisch juniorenkampioene veldlopen. Ze wist zich dat jaar op de 3000 m te plaatsen voor de Europese kampioenschappen voor junioren in Rieti, waar ze een vierde plaats behaalde. Begin 2014 werd ze derde op het Belgisch veldloopkampioenschap alle categorieën en behaalde daarmee de beloftentitel. Het zomerseizoen ging door omstandigheden volledig verloren. Eind dat jaar en begin 2015 won ze met groot overwicht de Crosscup, afgesloten met een eerste Belgische titel.
Op de piste legde ze vanaf 2015 haar focus op de 5000 m. Ze verbeterde op deze afstand het Belgisch beloftenrecord van Lieve Slegers. Op de Europese kampioenschappen U23 in Tallinn veroverde ze zilver met een verbetering van haar record met bijna zeven seconden. Tijdens de Nacht van de Atletiek deed ze nog bijna negen seconden af van haar record. Zij voldeed daarmee aan het eind 2015 bijgestelde minimum voor deelname aan de Olympische Spelen in Rio de Janeiro. Ook op de 1500 m en de 3000 m verbeterde zij in 2015 haar persoonlijke records. Datzelfde jaar werd ze Europees kampioene veldlopen bij de beloften in Hyères in Frankrijk.
In 2019 kondigde ze aan dat ze kampte met een eetstoornis. Ze ging daarvoor in therapie, maar keerde niet meer terug naar de atletiek.

## Club
Carton was aanvankelijk lid van Hermes Club Oostende, maar kwam sinds november 2014 uit voor AC Meetjesland.

## Kampioenschappen

### Internationale kampioenschappen
| Onderdeel | Titel                  | Jaar |
| --------- | ---------------------- | ---- |
| veldlopen | Europees kampioene U23 | 2015 |

### Belgische kampioenschappen
| Onderdeel | Jaar             |
| --------- | ---------------- |
| veldlopen | 2015, 2016, 2017 |

## Persoonlijke records
| Onderdeel | Prestatie | Datum           | Plaats    |
| --------- | --------- | --------------- | --------- |
| 1500 m    | 4.10,98   | 1 augustus 2015 | Ninove    |
| 3000 m    | 9.07,61   | 20 juni 2015    | Heraklion |
| 5000 m    | 15.23,82  | 18 juli 2015    | Heusden   |

## Palmares

### 3000 m
- 2013: 4e EK junioren in Rieti - 9.34,09

### 5000 m
- 2015:  op EK U23 in Tallinn - 15.32,75
- 2016: 7e EK in Amsterdam - 15.42,79
- 2016: 11e in serie OS - 15.34,39
- 2018: 13e EK in Berlijn - 15.53,27

### 10 km
- 2017: 1e BK in Lokeren - 32.35 (buiten competitie)

### veldlopen
- 2013: 18e op EK junioren (U20) in Belgrado
- 2014:  BK AC in Wachtebeke
- 2014: 7e EK U23 in Samokov - 22.49
- 2015:  BK AC in Wachtebeke
- 2015:  Crosscup
- 2015:  EK U23 in Hyères - 19.46
- 2016:  BK AC in Wachtebeke
- 2016:  Crosscup
- 2016: 69e EK in Chia - 28.52
- 2017:  BK AC in Wachtebeke
- 2017:  Crosscup

## Onderscheidingen
- 2015: Gouden Spike voor beste vrouwelijke belofte
- 2016: Sportbelofte van het jaar